# Ceramika z Modrej

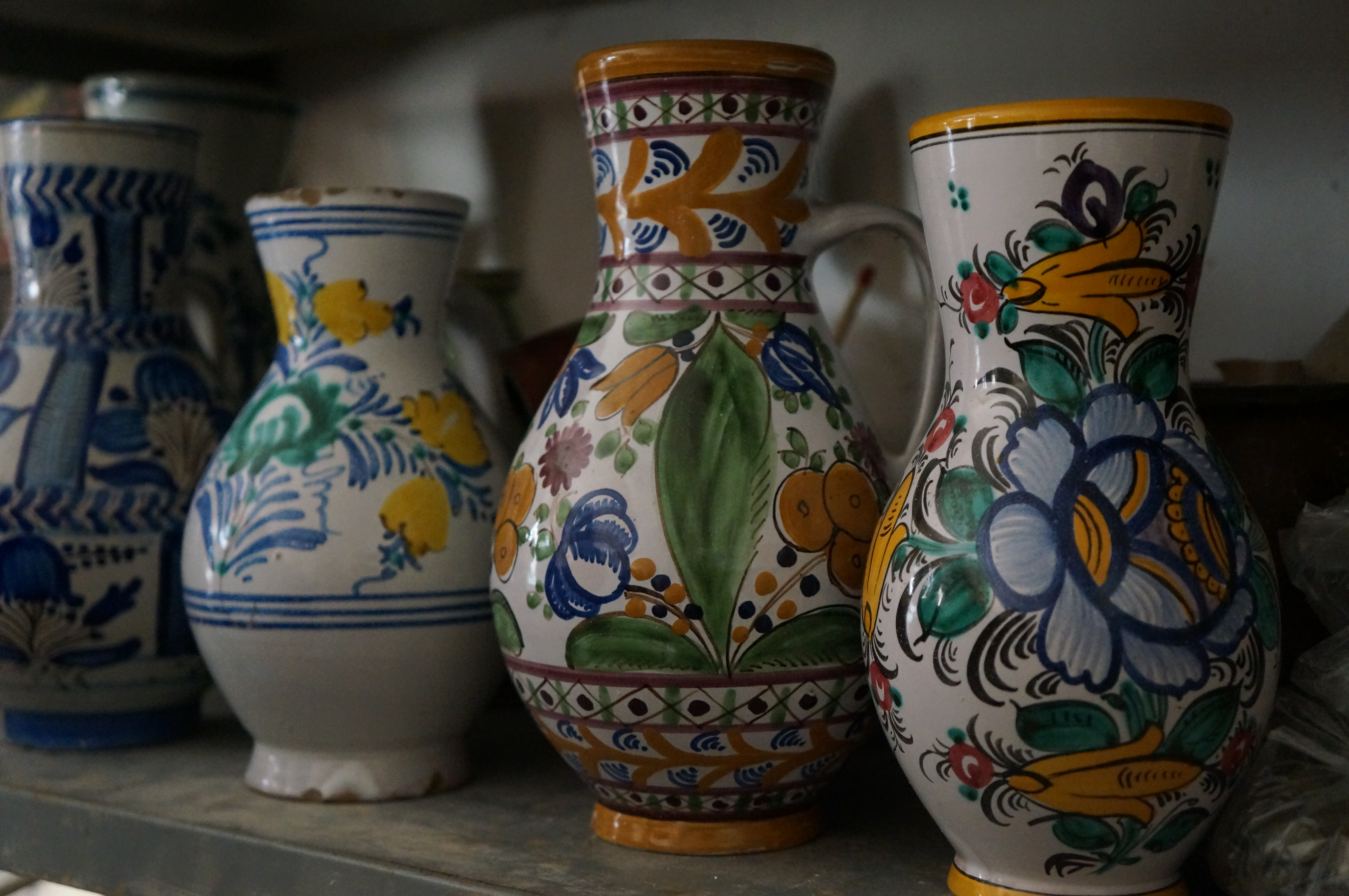
Dzbanki z Modrej

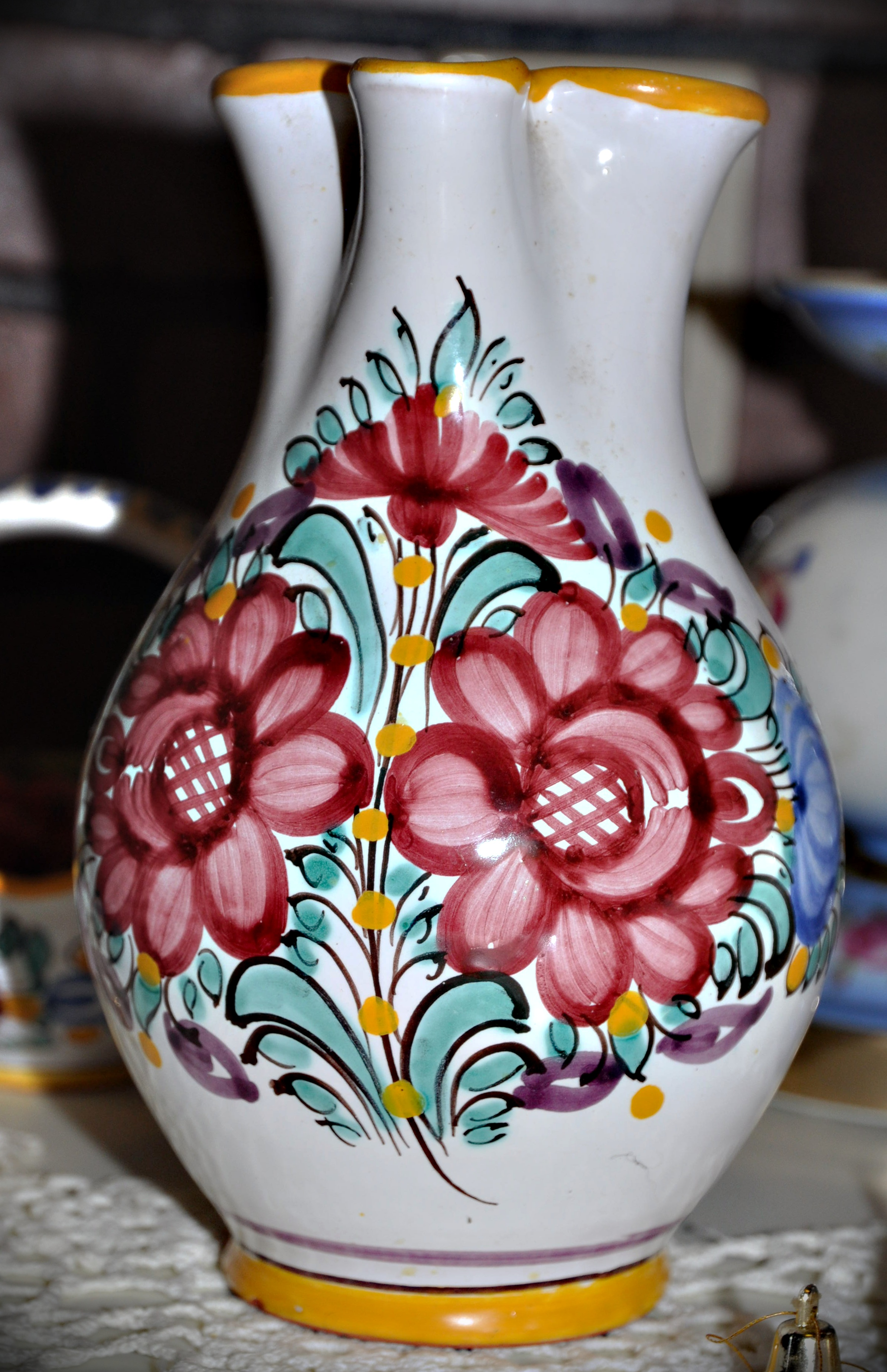
Przykład ceramiki z Modrej

Ceramika z Modrej (też: modrzańska ceramika, ceramika modrzańska, majolika modrzańska) – produkty wykonywane z wypalanej gliny w miejscowości Modra na Słowacji.

## Historia
Historia tego centrum rzemiosła ceramicznego sięga XIV wieku. Początkowo wyrób był ściśle związany z uprawą winorośli i winiarstwem. Z kolei w XV-VXVII wieku wykorzystanie szkliw w Hiszpanii i we Włoszech oraz oznaczenie produktów jako „majoliki” również trafiło do Modry. W XVII wieku w Modrze zaczęły pojawiać się pierwsze cechy ceramików (pierwszy w 1636 r.), do których przynależeli też przybyli ze Szwajcarii garncarze z sekt anabaptystów, wyrabiający tzw. ceramikę habańską. Największy rozwój rzemiosła w Modrej odnotowano w XVIII wieku.
W 1952 została założona spółdzielnia produkcyjna pod nazwą „Słowacka majolika ludowa” (słow. Slovenská ľudová majolika), która po zmianach w 1989 roku została przekształcona w „Słowacka majolika ludowa – spółka akcyjna” (słow. Slovenská ľudová majolika, akciová spoločnosť). Celem spółki jest zachowanie tradycji produkcji ceramiki z Modrej.
W 2018 roku ceramika z Modrej została wpisana na reprezentatywną listę niematerialnego dziedzictwa kulturowego Słowacji, co umożliwia ubieganie się o wpis na światową listę reprezentatywną niematerialnego dziedzictwa kulturowego UNESCO.

## Produkcja
Modrzańska ceramika wykonana jest z podwójnie wypalonej gliny, szkliwionej i pomalowanej motywami w czterech podstawowych kombinacjach:
- różnorodny
- zielony
- niebieski
- habański (renesansowe kwiatowe motywy wzorowane na włoskich)[1]

Współcześnie wzory są malowane zgodnie z wzorcem, który został zbadany z próbek i stworzony przez pracującego w Modrej od 1913 r. habańskiego mistrza Hermana Landsfelda. Kaolin gliny pochodzi ze złóż w okolicach miasta Modra. Temperatura podczas drugiego wypalania osiąga 1020 °C. Modrzańska majolika jest toczona, kształtowana, szkliwiona i malowana wyłącznie ręcznie. Oryginalna ceramika z Modrej jest sprzedawana wyłącznie pod chronionym znakiem pochodzenia „Modra”. W miejscowym muzeum (filia Słowackiego Muzeum Narodowego) prezentowana jest historia i przykłady tego lokalnego produktu rzemieślniczego.

Wyrób ceramiki z Modrej
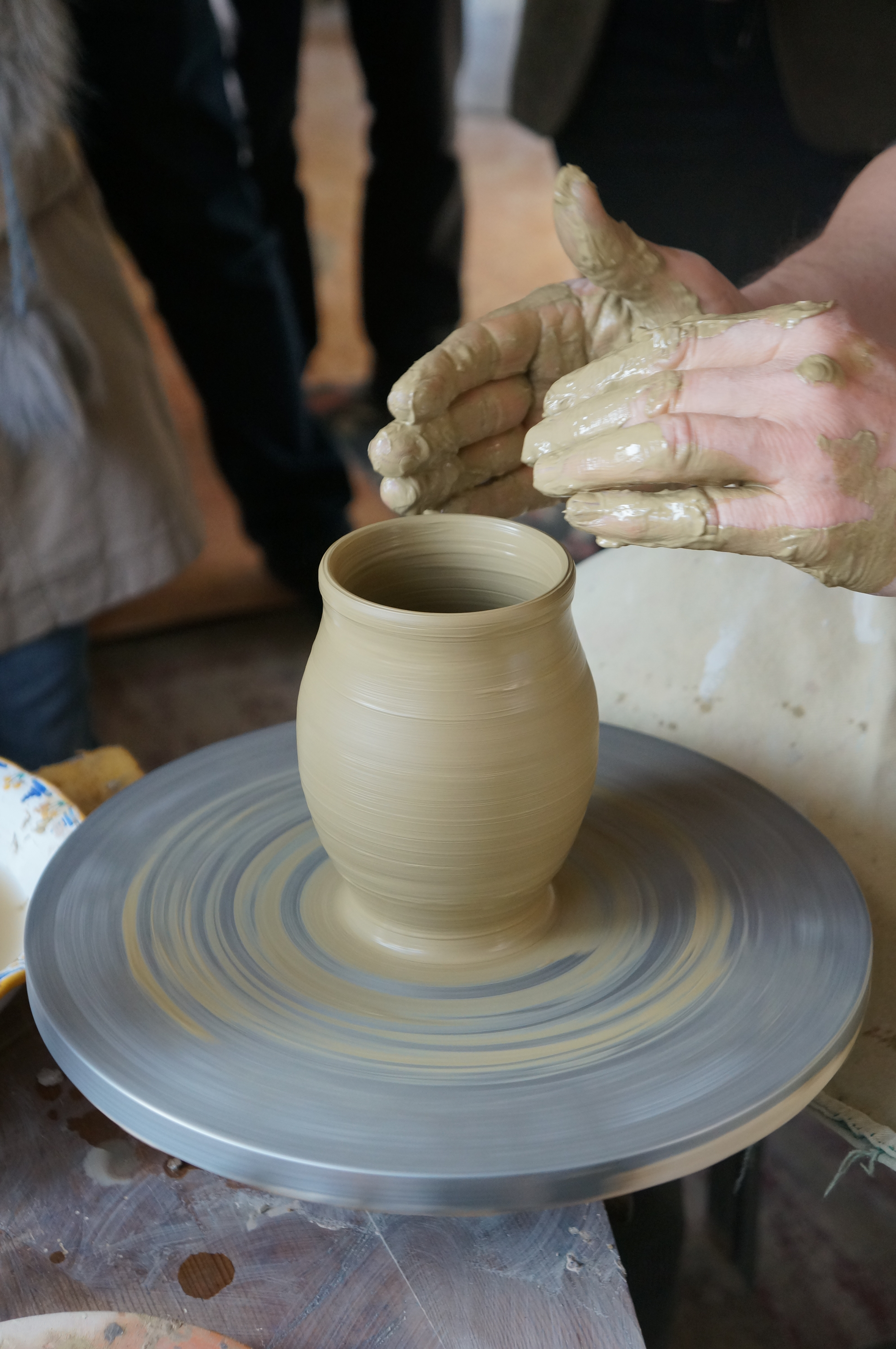
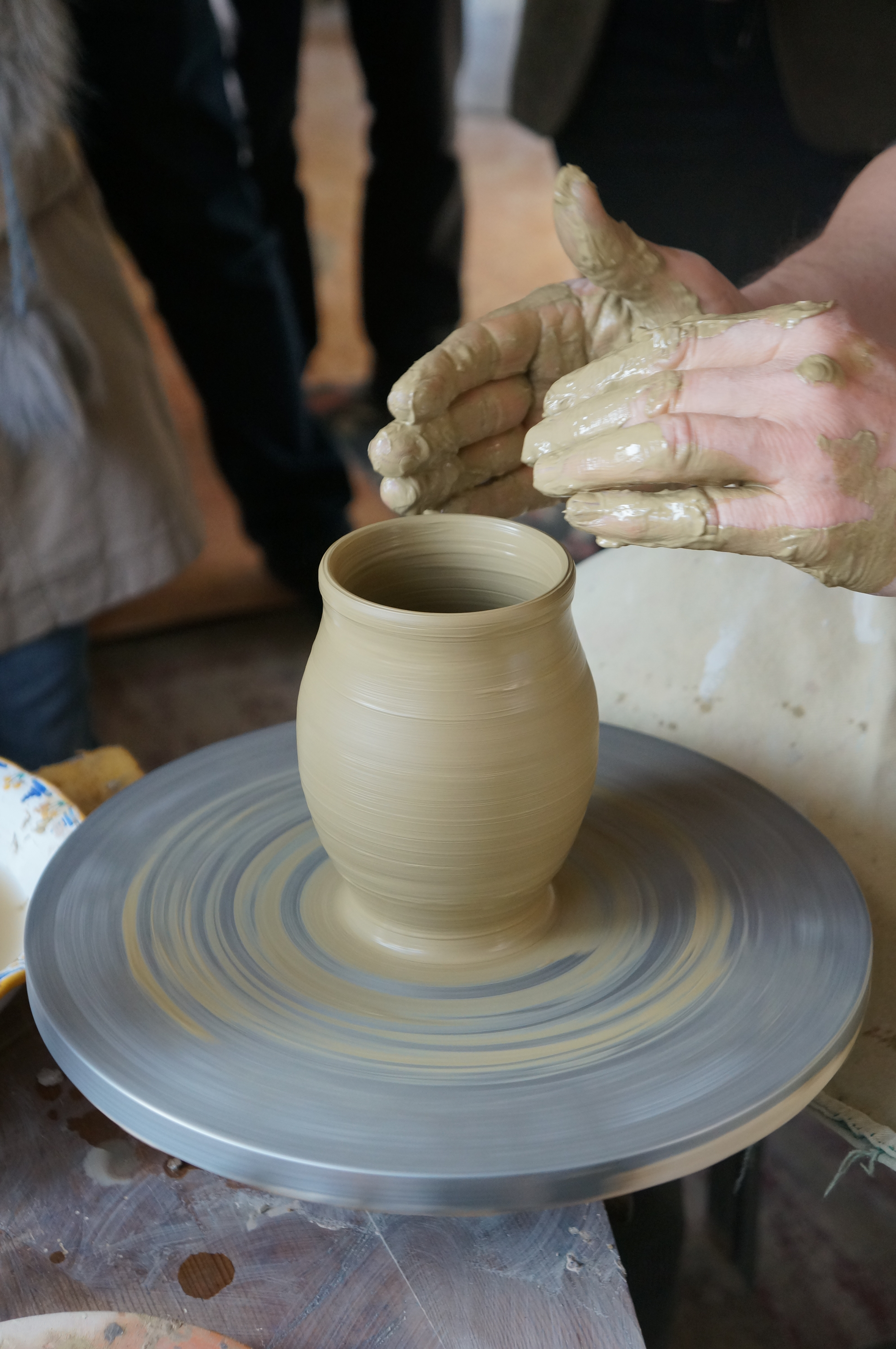
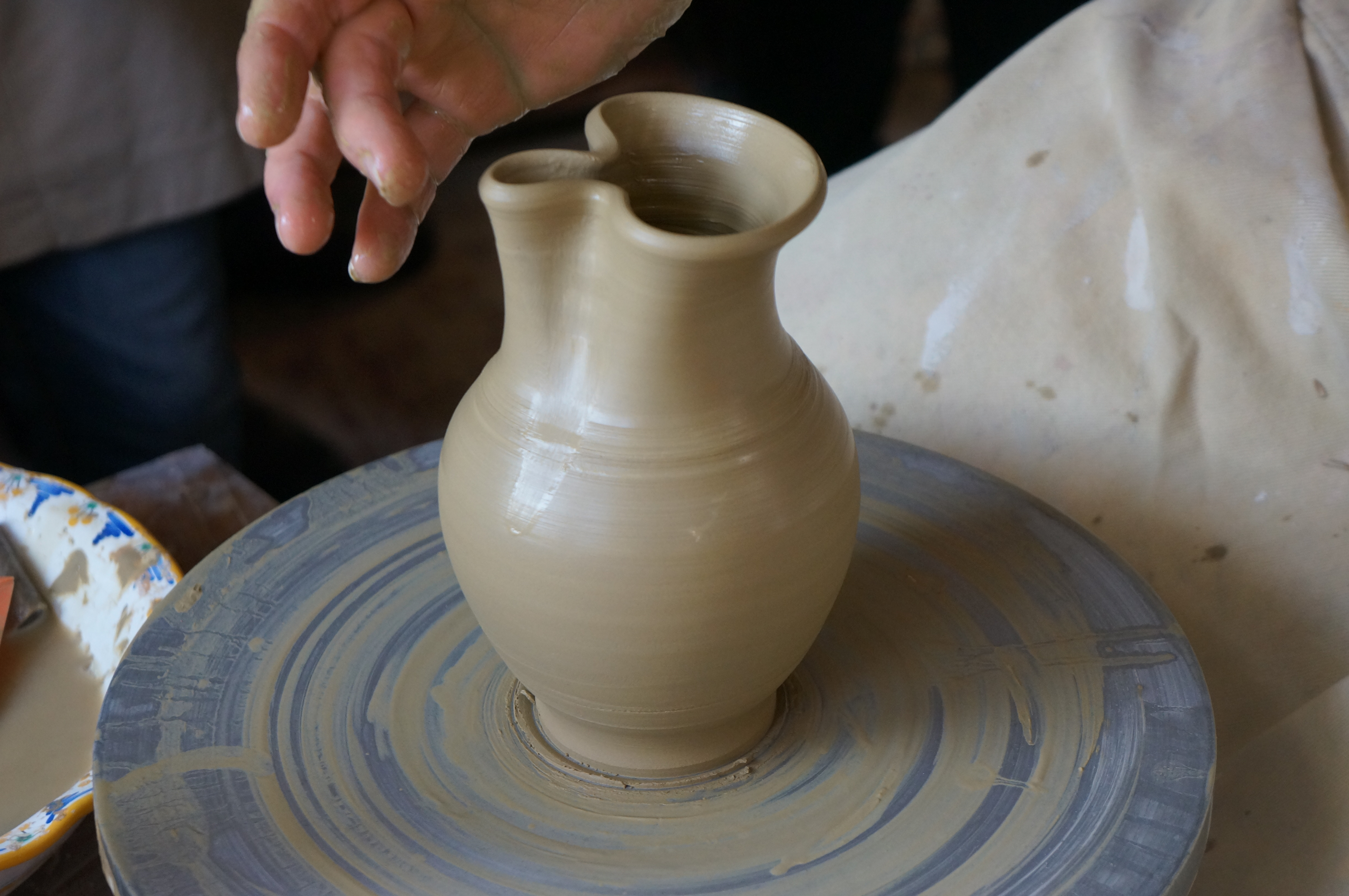
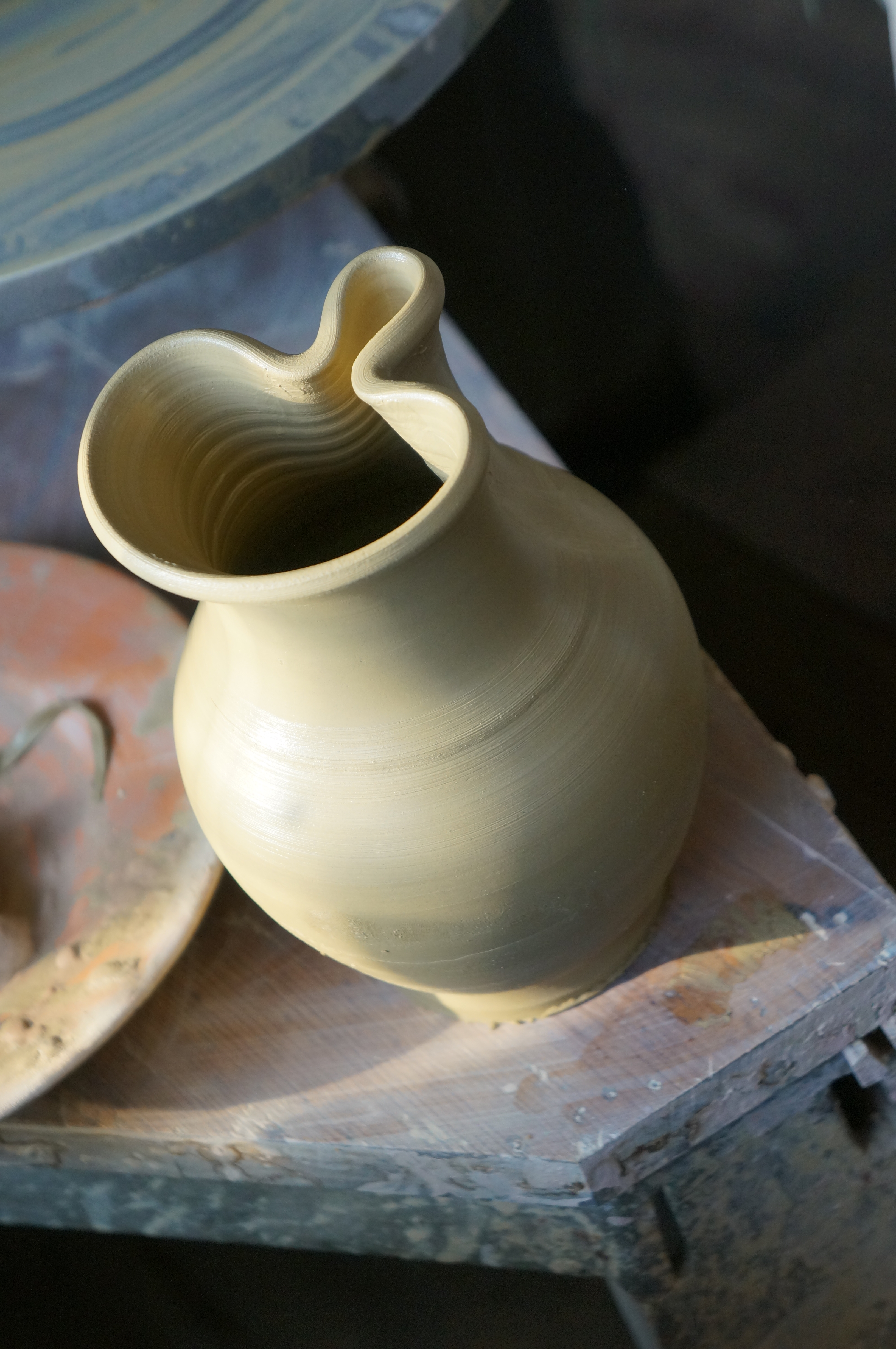
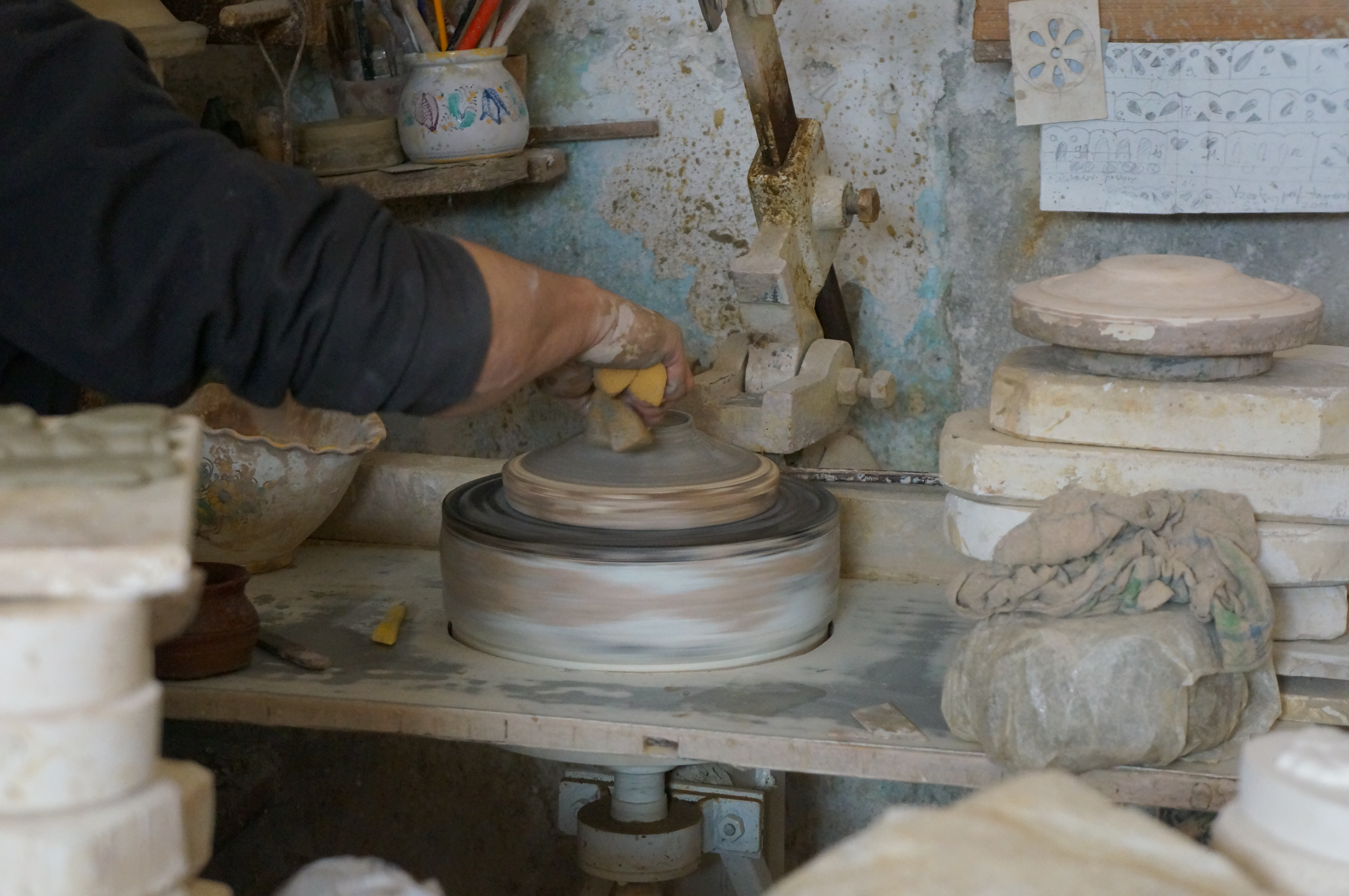
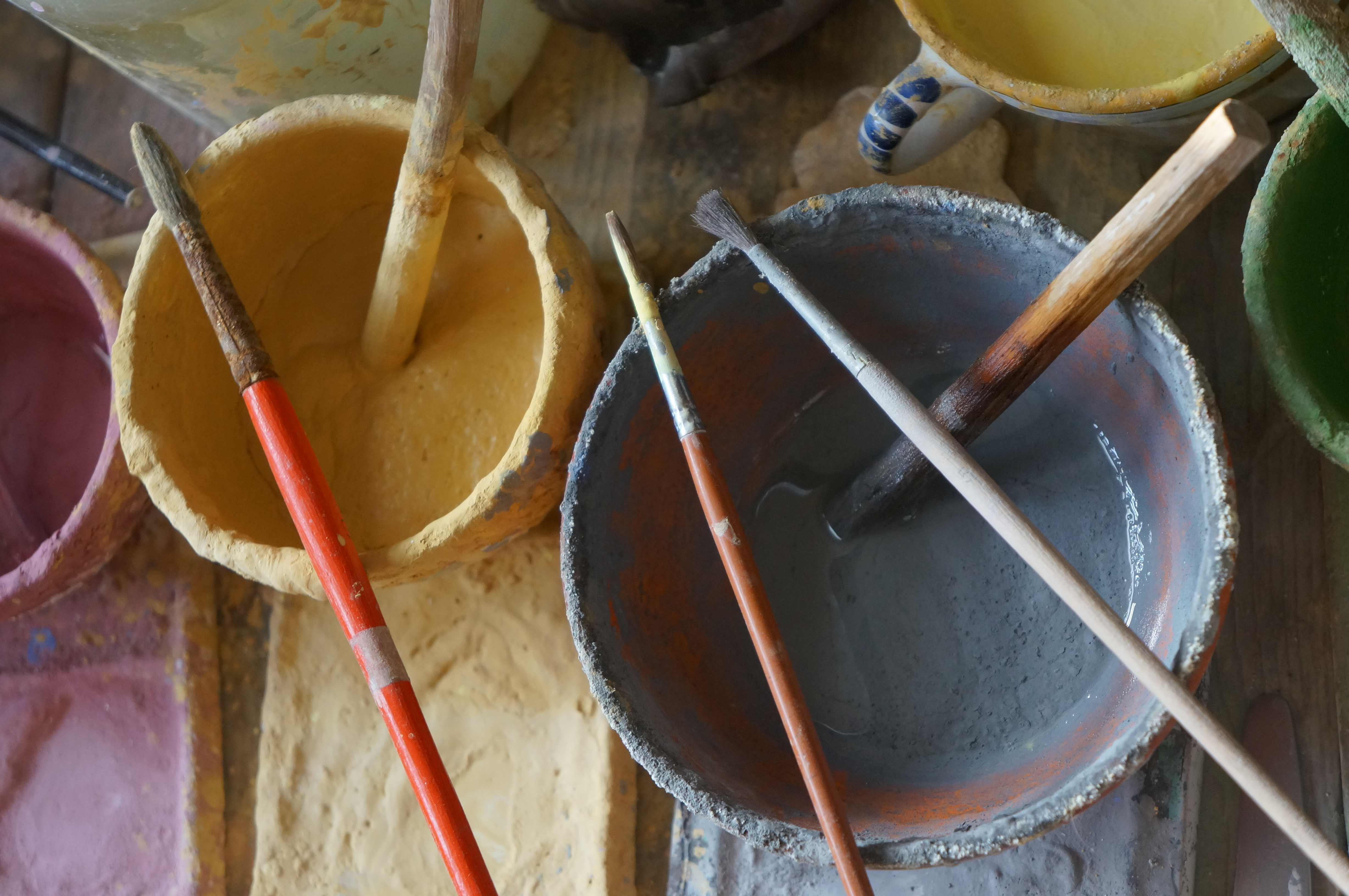
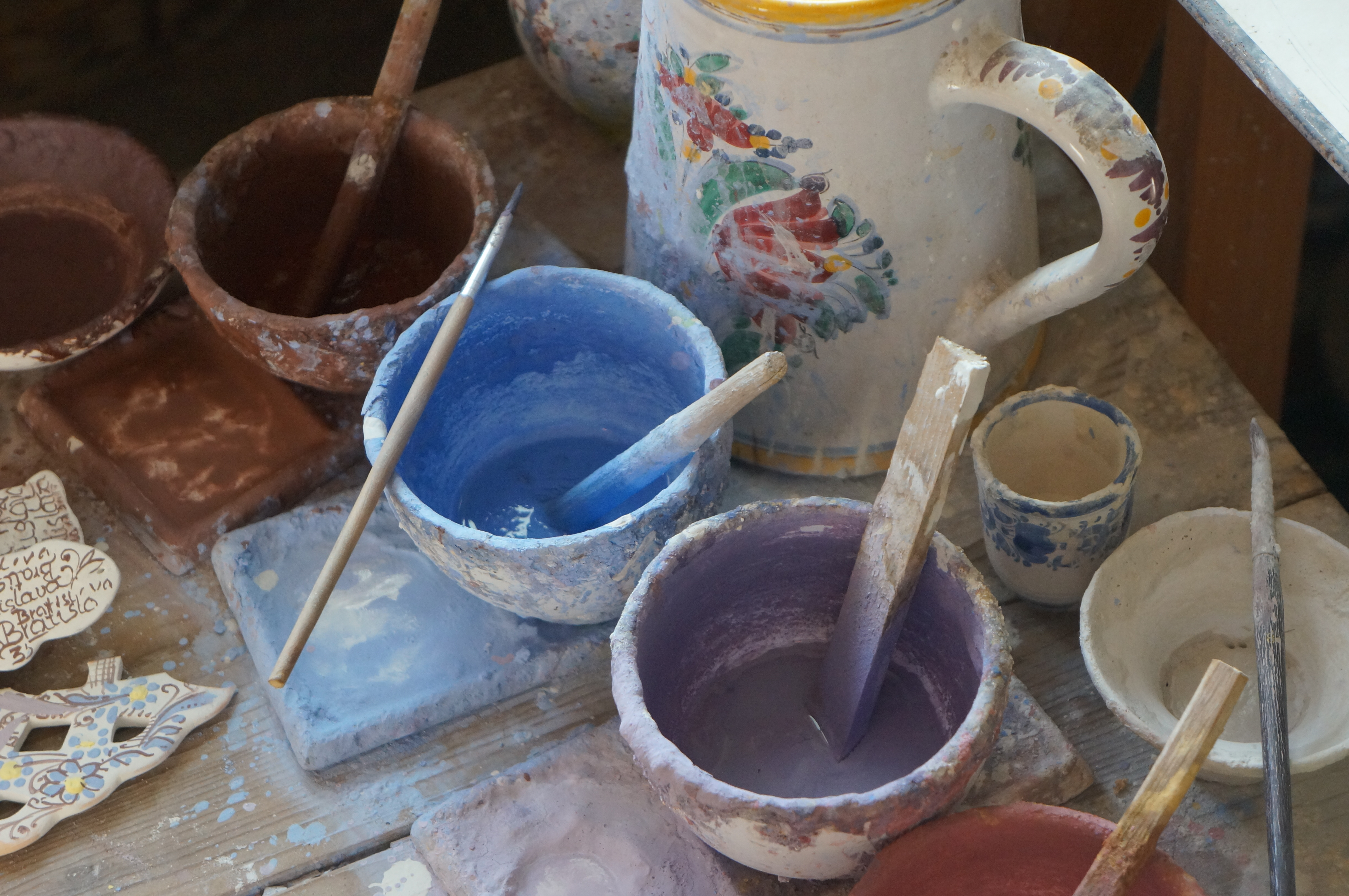